# یواس‌اس مونتری (سی‌وی‌ال-۲۶)
یواس‌اس مونتری (سی‌وی‌ال-۲۶) (به انگلیسی: USS Monterey (CVL-26)) یک کشتی بود که طول آن ۶۲۲٫۵ فوت (۱۸۹٫۷ متر) بود. این کشتی در سال ۱۹۴۳ ساخته شد.